# Ryttmästare
Ryttmästare var en officersgrad i kavalleriet, motsvarande kapten i arméns andra truppslag, som i Sverige avskaffades 1960.
Graden (tyska: Rittmeister) har tidigare funnits i både Tyskland och Österrike.
Idag finns graden kvar i Nederländerna (nederländska: Ritmeester) och Norge (norska: Rittmester).

## Sverige
Ryttmästarens ursprungliga rang är inte direkt jämförbar med kaptenens rang av idag. Trupporganisationen före kung Gustav II Adolfs reform, som slutgiltigt genomfördes först cirka år 1626 var annorlunda. Kavalleriet hade före reformen varit indelat i fanor vars chef kallades ryttmästare (infanterienheten kallades fänika). En fana bestod i fredstid av cirka 150 ryttare medan antalet vid strid normalt uppgick till cirka 500, men kunde vara ännu fler. Löjtnanten hade näst högsta rangen, åtföljd av fänriken som var den som red med standaret. Löjtnanten och fänriken åtnjöt dock samma sold. Ryttmästarens rang kan i krigstid anses ha legat närmare löjtnantens än kaptenens, även om överstens rang även existerade i form av öfverste öfver allt krigzfolket. Överstens rang var dock mer jämförbar med senare tiders general.

## Ryssland
I Ryssland utgjorde ryttmästargraden den nionde rangklassen i den militära rangtebellen och tilltalades ”Vaše blagorodie”.